# Ministère des Mines et de l'Énergie (Togo)
Le ministère des Mines et de l'Énergie du Togo est un ministère togolais. Le ministère a son siège à Lomé.